# 胡祖荣
胡祖荣（1940年—），籍貫浙江宁波，是一名已退役的中国男子田徑运动员。他曾於1962年以4.52米的成績打破撑杆跳高全国纪录，並且自己創下的全國紀錄一度保持了10多年。

## 生平
胡祖荣生於上海，毕业于上海市南洋模范中学。  1957年進入上海競技指導科田徑隊，同年打破全國撐桿跳少年紀錄，1958年入選國家隊。他曾奪得1963年新興力量運動會撐杆跳高冠軍、1965年第二屆中华人民共和国全国運動會撑杆跳冠军。  1966年胡祖榮跳出4.90米的成績，這一成績為亞洲最好成績。1971年8月3日，他在用槓鈴训练腿部力量時受伤，結果導致胸部以下高位癱瘓。 1980年獲頒体育运动荣誉奖章。1983年10月，胡祖荣出任中国殘疾人体育协会副主席。  1984年當選中国残疾人福利基金会理事。

## 家庭
妻子羅維絲，曾奪得上海市女子賽跑60米少年冠軍。後來羅維絲考入了上海第一醫學院  並且先後成為中华人民共和国体育运动委员会训练局医务处内科醫生、中國国家田径队以及中国国家羽毛球队隊醫。